# 강달수 (1962년)
강달수(姜達秀, 1962년 6월 10일, 경상남도 남해군 ~ )은 대한민국의 정치인이다. 제5·6대 부산광역시 사하구의원이자, 제9대 부산광역시의원을 지냈다.

## 학력
- 다초초등학교 졸업
- 부산진중학교 졸업
- 금성고등학교 24회 졸업
- 동아대학교 법학과 법학 학사 졸업
- 동아대학교 대학원 문예창작학과 문학 석사

## 경력
- 육군 병장 만기전역
- (사)부산시인협회 부이사장
- 사하문인협회 회장
- 덕명정보여고 교사
- 한국여성인적자원개발원 강사
- 당리중학교 운영위원장
- 서부교육청 학운위 부회장
- 부산시 학운위 감사
- 동아대학교 총동문회 이사
- 당리동 청년회 고문
- 당리동 주민자치위원회 고문
- 하단1동·하단2동 주민자치위원회 고문
- 부산마케팅고등학교 교사
- 사하문인협회 부회장
- 부산시인협회 부회장
- 민주평화통일자문회의 사하지회 문화복지부회장
- 국제펜 부산지역위원회 부회장
- 하단-사상간 도시철도 추진위 위원
- 새누리당 부산시당 홍보위원회 부위원장
- 부산문인협회 이사
- 김민부 문학제 운영위원장
- 2010.07 ~ 2014.06 제6대 부산광역시 사하구의회 의원
- 2010.07 ~ 2012.07 제6대 부산광역시 사하구의회 전반기 도시위원회 위원장
- 2010.07 ~ 2012.07 제6대 부산광역시 사하구의회 전반기 의회운영위원회 위원
- 2010.07 ~ 2012.07 제6대 부산광역시 사하구의회 전반기 예산결산특별위원회 위원
- 2012.07 ~ 2014.06 제6대 부산광역시 사하구의회 후반기 총무위원회 위원장
- 2012.07 ~ 2014.06 제6대 부산광역시 사하구의회 후반기 의회운영위원회 위원
- 2012.07 ~ 2014.06 제6대 부산광역시 사하구의회 후반기 예산결산특별위원회 위원
- 2014.07 ~ 2018.04 제7대 부산광역시 사하구의회 의원
- 2014.07 ~ 2016.07 제7대 부산광역시 사하구의회 전반기 총무위원회 위원장
- 2016.07 ~ 2018.03 제7대 부산광역시 사하구의회 후반기 도시위원회 위원
- 2016.07 ~ 2018.03 제7대 부산광역시 사하구의회 후반기 의회운영위원회 위원
- 2016.07 ~ 2018.03 제7대 부산광역시 사하구의회 후반기 예산결산특별위원회 위원
- 제21대 국회의원 선거 당리·하단지역 공동선대본부장
- 제20대 대통령 선거 국민의힘 중앙선대본부 조직지원본부 부산지역본부장
- 제20대 대통령 선거 국민의힘 부산선대위 시민소통총괄본부 사하구 갑 본부장
- 국민의힘 부산시당 대외협력위 부위원장
- 빈 에듀컬처 교육전문위원
- 강달수 시창작교실 원장
- 2022.07 ~ 2023. 제9대 부산광역시의회 의원
- 2022.07 ~ 2023. 제9대 부산광역시의회 전반기 복지환경위원회 위원
- 2022.07 ~ 2023. 제9대 부산광역시의회 전반기 운영위원회 위원장
- 2022.07 ~ 2023. 제9대 부산광역시의회 전반기 예산결산특별위원회 위원
- 2022.07 ~ 2023. 제9대 부산광역시의회 2030부산세계박람회유치특별위원회
- 2022.07 ~ 2023.07 제9대 부산광역시의회 민생경제대책특별위원회 부위원장
- 2022.10 ~ 2023. 제9회 부산광역시의회 부산광역시산하공공기관장후보자인사검증특별위원회 위원
- 2023.07 ~ 2023. 제9대 부산광역시의회 시민안전특별위원회 위원
- 제9대 부산광역시의회 전반기 간행물편찬위원회 위원장
- 제9대 부산광역시의회 의원연구단체 ‘구절초’ 대표
- 국민의힘 탈당

## 수상
- 제17대 대통령 감사장
- 부산광역시장상
- 사하구청장상 수상
- 한국매니페스토 약속대상·전국지방의회 친환경 최우수 의원상·사하구 우수의원상·지방의정 봉사상·지방자치 의정대상 수상
- 한용운문학상(계관부문)·김만중문학상·모래톱문학상·부산시인협회상 수상

## 저서
- 《라스팔마스의 푸른 태양》
- 《몰디브로 간 푸른 낙타》
- 《달항아리의 푸른 눈동자》
- 《쇠박새의 노래》

## 범죄 사고
- 2023년 10월 14일 내연녀 의혹에 짐싼 청주시의원, 여학생 불법촬영 들통난 부산시의원
- 2023년 10월 17일 '여학생 신체 몰래 촬영' 교사 출신 부산시의원 사퇴

## 역대 선거 결과
|  | 3.83% |

|  | 31.19% |

|  | 16.45% |

|  | 38.47% |

|  | 60.79% |